# Jaderná elektrárna Tokaj
Jaderná elektrárna Tokaj (japonsky 東海原子力発電所) je provozní jaderná elektrárna v Japonsku. Leží na východě japonského ostrova Honšú na pobřeží Tichého oceánu u stejnojmenné vesnice v prefektuře Ibaraki, přibližně 120 kilometrů od Tokia. Jedná se o první komerční jadernou elektrárnu v Japonsku.

## Historie a technické informace
Tokajská jaderná elektrárna vyrobila svou první elektřinu v roce 1966. Celkem byly v lokalitě postaveny dva reaktory. První plynem chlazený britský reaktor typu Magnox o hrubém výkonu 166 MW začal být budován 1. března 1961, k síti byl připojen 10. listopadu 1965 a do komerčního provozu vstoupil 25. července 1966. Druhý z dvou bloků je varný reaktor typu BWR-5. Jeho výstavba započala 3. října 1973, k síti byl připojen 13. března 1978 a do komerčního provozu byl uveden 28. listopadu 1978. Jeho hrubý výkon činí 1100 MW. Blok č. 1 byl první trvale uzavřený blok v Japonsku. Jeho demontáž probíhala až do roku 2011, kdy byla dokončena.

### Zemětřesení v Tóhoku 2011
Elektrárna byla v březnu 2011 zasažena zemětřesením a tsunami o výšce 5,4 metru. Reaktory ztratily externí napájení a selhalo jedno ze tří čerpadel mořské vody. I přes to byla elektrárna udržena stabilní pomocí dieselových agregátů a dvou zbývajících čerpadel chladicí mořské vody.
V roce 2011 starosta vesnice Tokaj vyzval k uzavření jaderné elektrárny Tokaj-2, protože v okruhu 30 kilometrů kolem elektrárny žije více než milion lidí.
Dne 22. května 2014 podali manažeři jaderné elektrárny Tokaj žádost o restart druhého reaktoru - jednalo se o 18. žádost ze všech podaných žádostí o restart reaktoru v Japonsku po zemětřesení v roce 2011.
Druhý reaktor tokajské jaderné elektrárny se zároveň stal nejstarším ze všech, které požádaly o restart. Od roku 2011 do roku 2014 byla před jadernou elektrárnou budována 18 metrů vysoká zeď na ochranu před tsunami, byl modernizován ventilační systém a 18,5 tisíce metrů kabelů bylo pokryto ohnivzdorným nátěrem.
Poblíž elektrárny se také nachází závod na přepracování jaderného paliva, ale plánuje se jeho uzavření.
V roce 2018 byl provoz druhého bloku NRA prodloužen o 20 let.

### Incidenty
30. září 1999 se v Tokaji stala jedna z nejvážnějších nehod v historii Japonska. Incident se nestal v tokajské jaderné elektrárně, ale v nedaleké radiochemické továrně.
V březnu 2011 způsobilo zemětřesení problémy s chladicím systémem druhého reaktoru kvůli zastavení čerpadla. V říjnu 2011 byl na stanici zjištěn únik radioaktivní vody do nádoby reaktoru. Šlo o přibližně 65 tun vody.

## Informace o reaktorech
| Reaktor | Typ reaktoru | Výkon   | Výkon   | Zahájení výstavby | Připojení k síti | Uvedení do provozu | Uzavření    |
| Reaktor | Typ reaktoru | Čistý   | Hrubý   | Zahájení výstavby | Připojení k síti | Uvedení do provozu | Uzavření    |
| ------- | ------------ | ------- | ------- | ----------------- | ---------------- | ------------------ | ----------- |
| Tokaj-1 | Magnox       | 137 MW  | 166 MW  | 1. 3. 1961        | 10. 11. 1965     | 25. 7. 1966        | 31. 3. 1998 |
| Tokaj-2 | BWR-5        | 1060 MW | 1100 MW | 3. 10. 1973       | 13. 3. 1978      | 28. 11. 1978       |             |